# 安藤靖彦
安藤 靖彦（あんどう やすひこ、1932年1月5日 - ）は、日本近代文学研究者。愛知県立大学名誉教授。

## 略歴
愛知県一宮生まれ。東京教育大学国文科卒、1964年同大学院博士課程単位取得。愛知県立大学文学部助教授、教授、1996年定年退官、名誉教授、金城学院大学教授、特任教授。

## 著書
- 『日本近代詩研究 私説』桜楓社 1976
- 『梶井基次郎』明治書院 新視点シリーズ日本近代文学 1996
- 『日本近代詩論萩原朔太郎の研究』明治書院 1998
- 『日本近代詩論高村光太郎の研究』明治書院 2001

## 編著など
- 『日本近代文学大系 54 近代詩集 2』解説:壷井繁治 注釈:河村政敏、石丸久、乙骨明夫、角田敏郎共著 角川書店 1973
- 『東海の近代文学』板垣公一・栗田泰・助川徳是・都築久義共編 双文社出版 1977
- 『鑑賞日本現代文学 第19巻 三好達治・立原道造』編 角川書店 1982